# البرتغال في العصور الوسطى

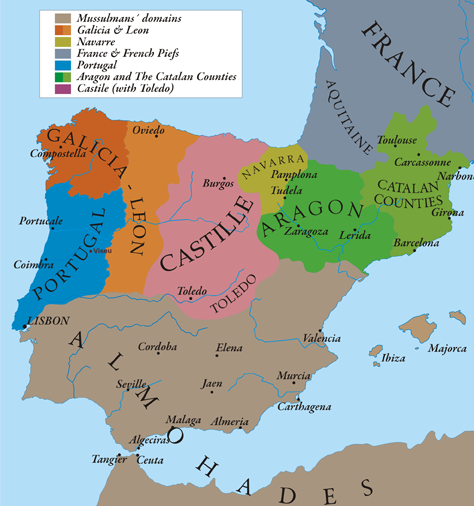
البرتغال وشبه الجزيرة الإيبيرية، حوالي العام 1160

تأسست مملكة البرتغال بدءًا من كونتية البرتغال في ثلاثينيات القرن الثاني عشر، وحكمتها أسرة بورغندي البرتغالية. على امتداد معظم القرنين الثاني عشر والثالث عشر، تمثل تاريخها في المقام الأول بفترة حروب استرداد الأراضي من مختلف الإمارات الإسلامية (الطوائف).
أُنجزت هذه العملية أساسًا مع صعود أفونسو الثالث ملك البرتغال، أول من طالب بلقب ملك البرتغال والغرب. يتضمن تاريخ البرتغال الممتد بين وفاة أفونسو الثالث عام 1279 وبداية الإمبراطورية البرتغالية عام 1415 أزمة 1383-1385 البرتغالية وانتقال الحكم بعد ذلك من أسرة بورغندي البرتغالية إلى أسرة أفيز.

## خلفية
نحو نهاية القرن الحادي عشر، توافد الفرسان الصليبيون من شتى أنحاء أوروبا لمساعدة ملوك ليون وقشتالة وأرغون في محاربة الموريين. ومن بين هؤلاء المغامرين كان هنري كونت البرتغال من عائلة بورغندي الذي تزوج في عام 1095 من تيريزا الليونية الابنة غير الشرعية لألفونسو السادس ملك ليون وقشتالة. كانت مقاطعة البرتغال جزءًا من مهر تيريزا. وحكم الكونت هنري كمُقْطَع لدى ألفونسو السادس، وبذلك ضمن حماية المارسات الغاليسية خاصته ضد أي غارة مورية مفاجئة. بيد أن ألفونسو السادس توفي في عام 1109، مورثًا جميع أراضيه لابنته الشرعية، أوراكا ملكة قشتالة، وهبَّ الكونت هنري على الفور ليغزو ليون آملًا بإضافتها إلى ممتلكاته الخاصة على حساب هيمنته.
بعد ثلاث سنوات من الحرب ضد أوراكا وغيرها من المطالبين المنافسين لعرش ليون، توفي الكونت هنري عام 1112 تاركًا أرملته تيريزا لحكم البرتغال شمال مونديغو خلال فترة قصور ابنها الرضيع أفونسو الأول ملك البرتغال: جنوب مونديغو.
جددت تيريزا حركة المقاومة ضد أختها غير الشقيقة والمهيمنة أوراكا في العام 1116-1117، ومرة أخرى عام 1120؛ وحوصرت وأُسرت في لانهوسو عام 1121. لكن جرى التفاوض بشأن السلام من قِبَل رئيس الأساقفة دييغو جيلميريز وموريس بوردينو رئيس أساقفة براغا، وهما ندّان من رجالات الكنيسة مكنتهما ثرواتهما ومواردهما العسكرية من إملاء الشروط. وكانت الغيرة المريرة متغلغلة بين المطرانين، إذ ادعى كل منهما أنه مطران «هسبانيا بأكملها» إذ اكتسبت العداوة بينهما أهمية تاريخية لما عززته من النزعات الانفصالية بين البرتغاليين. بيد أن الخصام توقف مؤقتًا لأن كل من جيلميريز وبوردينو، الأميران عمليًا داخل أراضيهما، كانا متخوفين من بسط سلطة أوراكا. اتُفق على ضرورة تحرير تيريزا واستمرارية حيازتها لمقاطعة البرتغال باعتبارها إقطاعة ليون. خلال السنوات الخمس التالية أغدقت تيريزا بالثروة والألقاب على عشيقها فرناندو بيريز دي ترافا، كونت ترافا، ما أدى إلى إقصاء ابنها رئيس أساقفة براغا والنبلاء.
ومن ناحية أخرى، لاقى ابنها أفونسو هنريكس (أي «أفونسو ابن هنري») النجاح والازدهار. سار الصبي، الذي ولد على الأرجح نحو 1109، على خطا والده ليصبح كونت البرتغال عام 1112 تحت وصاية والدته. وقد توضحت العلاقة العسيرة بين تيريزا وابنها أفونسو. في الحادية عشرة من عمره، امتلك أفونسو أفكاره السياسية الخاصة التي تختلف اختلافًا كبيرًا عن أفكار والدته. في عام 1120، انحاز الأمير الشاب لرئيس أساقفة براغا، وهو خصم سياسي لتيريزا التي أمرت بنفيهما كليهما. قضى أفونسو السنوات التالية بعيدًا عن مقاطعته الخاصة تحت مراقبة الأسقف. في عام 1122 بلغ أفونسو الرابعة عشرة، وهو عمر البلوغ في القرن الثاني عشر. نصب نفسه فارسًا في كاثدرائية زامورا، وحشد جيشًا واتجه لإعادة السيطرة على أراضيه. وبالقرب من غيمارايش، في معركة ساو ماميد (1128) هزم قوات عشيق والدته وحليفها الكونت فرناندو بيريز دي ترافا، وأسرها ثم نفاها إلى الأبد إلى أحد الأديرة في ليون. توفيت هناك عام 1130. وهكذا أصبح أفونسو الحاكم الأوحد (دوق البرتغال) بعد مطالبات بالاستقلال من شعب المقاطعة والكنيسة والنبلاء. قهر أيضًا ألفونسو السابع ملك قشتالة، وهو سيده الشكلي، وبالتالي حرر المقاطعة من التبعية السياسية لتاج ليون. في 6 أبريل 1129، أملى أفونسو هنريكيس الوثيقة الرسمية التي أعلن فيها نفسه أمير البرتغال.
بدأ أفونسو التحضيرات ضد مشكلة الموريين المستمرة في الجنوب. تكللت حملاته بالنجاح، وفي 25 يوليو 1139، حقق انتصارًا ساحقًا في معركة أوريك، وأُعلن بعدها بالإجماع ملكًا للبرتغال من قبل جنوده. وهذا يعني أن البرتغال لم تعد مجرد إقطاعة في ليون، بل مملكة مستقلة بحد ذاتها. ومن المرجح أن يكون عقده التجمع الأول للحيازات العامة في لاميغو (حيث مُنح التاج من رئيس أساقفة براغا تأكيدًا للاستقلال) بمثابة تنميق حقائق للتاريخ البرتغالي في القرن السابع عشر.
غير أن الاستقلال ليس شيئًا يمكن للأرض اختياره بمفردها. مايزال يتعين الاعتراف بالبرتغال من جانب الأراضي المجاورة، والأهم من ذلك من جانب الكنيسة الرومانية الكاثوليكية والبابوية الكاثوليكية. تزوج أفونسو من مافالدا السافوية ابنة أماديوس الثالث كونت سافوي، وأرسل سفراء إلى روما للتفاوض مع البابوية. في البرتغال، بنى العديد من أديرة الرهبان والراهبات ومنح امتيازات هامة للمؤسسة الدينية. في عام 1143، كتب إلى البابا إينوسنت الثاني معلنًا تكريس نفسه والمملكة لخدمة الكنيسة، وأدى اليمين طرد الموريين خارج شبه الجزيرة الأيبيرية. متجاوزًا أي ملك لقشتالة أو ليون، أعلن أفونسو نفسه مُقطَعًا مباشرًا من البابوية. وهكذا، استمر أفونسو بكسب الشهرة لنفسه من خلال بطولاته ضد الموريين الذين انتزع منهم شنترين ولشبونة في 1147. احتل جزءًا هامًا من الأراضي الواقعة جنوب نهر تاجة الذي خسره مرة أخرى لصالح الموريين في السنوات التالية.
وفي الوقت نفسه، لم يرَ الملك ألفونسو السابع، ابن عم أفونسو، في الحاكم المستقل للبرتغال سوى محض متمرد. وكان الصراع بين الاثنين ثابتًا ومريرًا في السنوات التالية. تورط أفونسو في حرب انحاز فيها لجانب ملك أرغون، أحد أعداء ألفونسو الثامن. وبهدف ضمان التحالف، عقدت خطوبة بين سانشو الأول ودولسي الأراغونية شقيقة كونت برشلونة وأميرة أرغون. وأخيرًا، في عام 1143، أرست معاهدة زامورا السلام بين الأقرباء ووأدت لاعتراف مملكة ليون بالبرتغال مملكةً مستقلة.
انشغل أفونسو بمعارك حدودية مستمرة تقريبًا ضد جيرانه المسيحيين أو الموريين. اثنا عشر عامًا من المعارك الحدودية الغاليسية اختتمتها معاهدة زامورا في عام 1143 التي اعُترف بموجبها باستقلال أفونسو عن أي سيادة إيبيرية أخرى، رغم أنه وعد أن يكون مخلصًا للبابا وأن يدفع له جزية سنوية قدرها أربع أونصات من الذهب. بيد أن الحرب قد اندلعت من جديد في عام 1167. نجح أفونسو بغزو جزء من غاليسيا، لكنه أصيب في محاولة للاستيلاء على حصن بطليوس الحدودي وأجبر على الاستسلام لفرناندو الثاني ملك ليون (1169). كان فرناندو زوج ابنته، ومن المحتمل أنه كان ميالًا للتساهل تزامنًا مع اقتراب الغزو الموري الذي يمكن للبرتغال أن تقدم فيه المساعدة المفيدة. ولذلك أطلق سراح أفونسو بموجب وعد بالتخلي عن جميع فتوحاته في غاليسيا.
في عام 1179 دُفعت تعويضات الامتيازات والمحاباة الممنوحة للكنيسة الكاثوليكية الرومانية. واعترف البابا ألكسندر الثالث في المرسوم البابوي مانيفاستيس بروباتوم، بأفونسو كملك والبرتغال كأرض مستقلة مع الحق في الاستيلاء على الأراضي من الموريين. وبهذه المباركة البابوية، ضُمنت البرتغال أخيرًا كبلد وباتت آمنة من أي محاولات ضم ليونية.
في عام 1184، ورغم عمره المتقدم، كان أفونسو ملك البرتغال مايزال قويًا كفايةً لتحرير ابنه سانشو المحاصر في شنتريم من قبل الموريين. توفي بعد فترة وجيزة في 6 ديسمبر 1185.